# Adalbert Krueger
Pour les articles homonymes, voir Kruger.
Karl Nikolaus Adalbert Krueger est un astronome prussien né le 9 décembre 1832 à Marienbourg et mort le 21 avril 1896 à Kiel.

## Biographie
Krueger fait ses études à Berlin, où il est membre du Corps Marchia Berlin (de). Il commence sa carrière en 1853, en tant qu'assistant et observateur à l'observatoire de Bonn (de). Il travaille sur la Bonner Durchmusterung, index des étoiles visibles entamé par Argelander. Il est admis professeur en astronomie. L'un de ses étudiants deviendra son gendre : Heinrich Kreutz.
En 1862, il est affecté à l'observatoire de Helsingfors, qu'il dirige jusqu'à 1876. Il est assisté entre 1877 et 1878 par Anders Donner (de) à Helsingfors, qui est ensuite remplacé par Leo de Ball. Krueger est nommé en 1879 directeur de la Société astronomique d'Allemagne. En 1880, il est accepté comme membre de la Royal Astronomical Society.
Il devient professeur en astronomie à l'université de Kiel, et dirige l'observatoire de Kiel. Il décède le 21 avril 1896, à Kiel.